# Список многоножек, моллюсков, паукообразных, ракообразных и червей, занесённых в Красную книгу Московской области

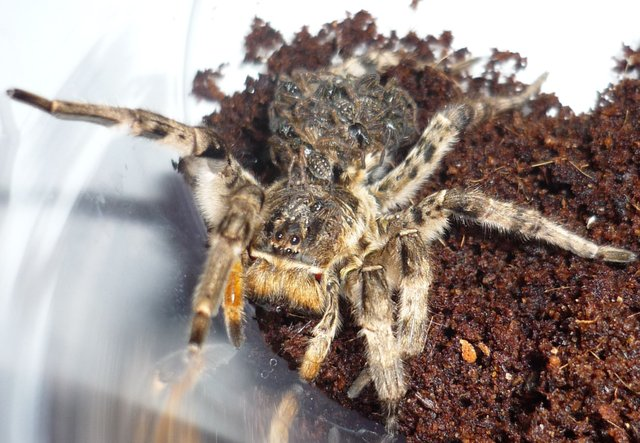
Южнорусский тарантул

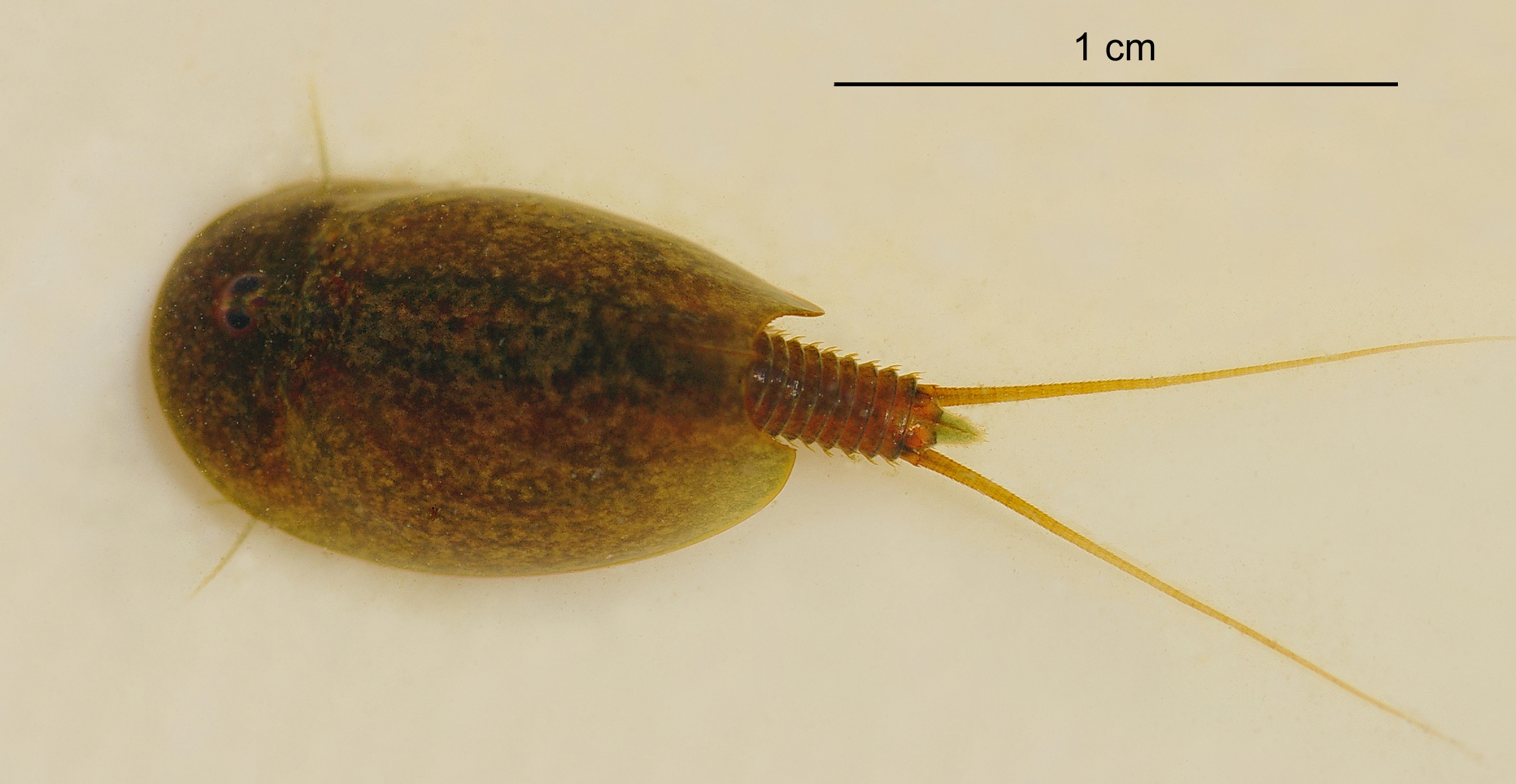
Щитень весенний

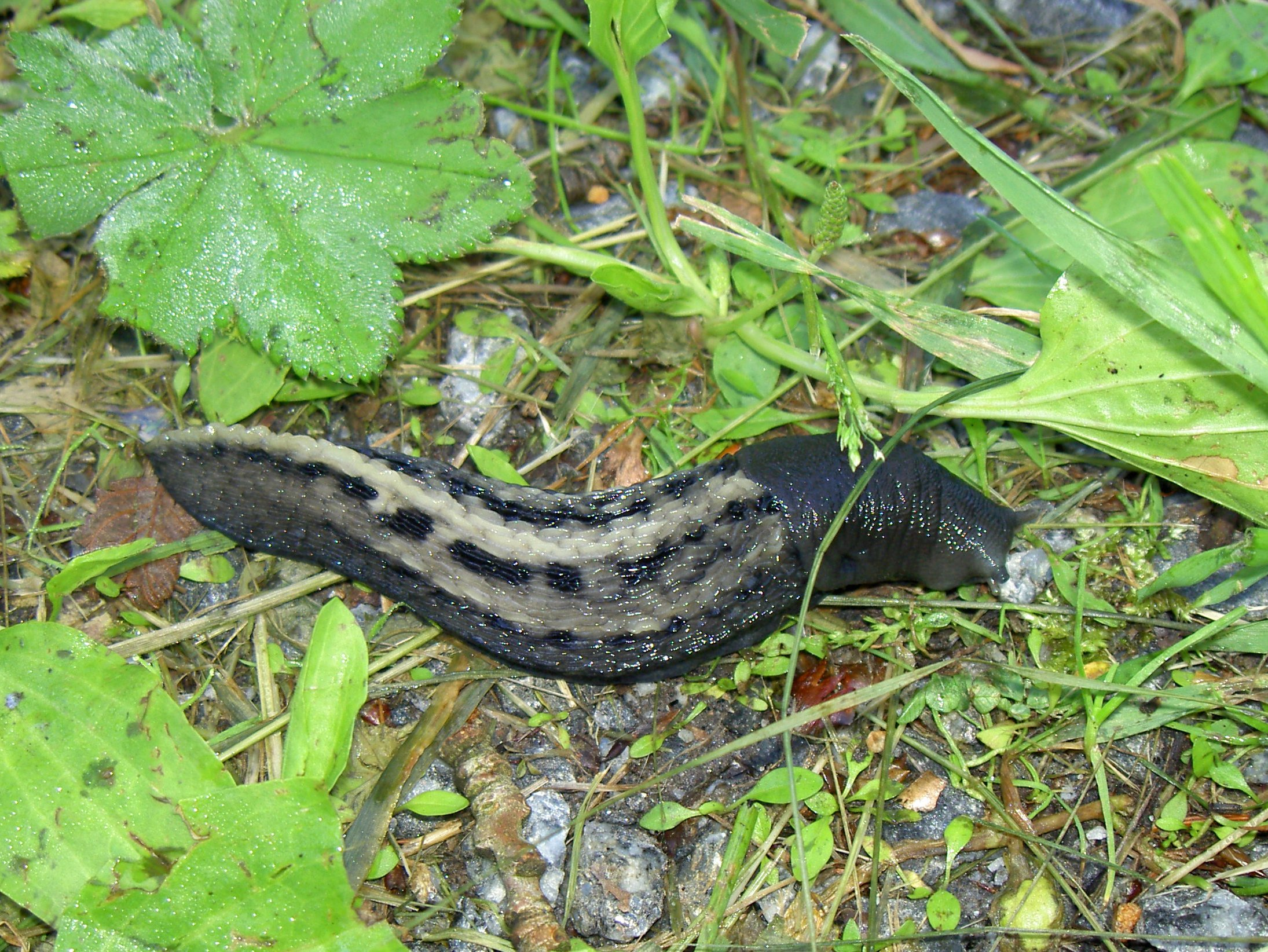
Большой черный слизень Limax cinereoniger

Список многоножек, моллюсков, паукообразных, ракообразных и червей, занесённых в Красную книгу Московской области содержит 1 вид кольчатых червей, 6 — моллюсков, 1 — паукообразных и 13 таксонов ракообразных, включённых в Красную книгу Московской области (2008).
Категории охраны обозначены цифрой в конце строки каждого вида:
- 0 — возможно исчезнувшие
- 1 — находящиеся под угрозой исчезновения
- 2 — сокращающиеся в численности
- 3 — редкие
- 4 — неопределённые по статусу
- 5 — восстанавливающиеся

## Тип Кольчатые черви — Annelides

### Класс Малощетинковые черви — Oligochaeta

#### Отряд Хаплотаксиды — Haplotaxida
- Семейство Дождевые черви, или Люмбрициды — Lumbricidae
  - Эйзения Норденшельда — Eisenia nordenskioldi (Eisen) 3

## Тип Моллюски — Mollusca

### Класс Брюхоногие моллюски — Gastropoda

#### Отряд Геофилы — Geophila
- Семейство Пупиллиды — Pupillidae
  - Пупилла двузернистая — Pupilla bigranata (Rsm.) 3
- Семейство Вертигиниды — Vertiginidae
  - Вертиго Де Мули — Vertigo moulinsiana (Dupuy) 3
- Семейство Эниды — Enidae
  - Мердигера темная — Merdigera obscura (Mull.) 1
  - Хондрула трехзубая — Chondrula tridens (Mull.) 0
- Семейство Зонитиды — Zonitidae
  - Эгопинелла блестящая — Aegopinella nitidula (Drap.) 4
- Семейство Лимациды — Limacidae
  - Слизень черно-синий — Limax cinereoniger Wolf 5

## Тип Членистоногие — Arthropoda

### Класс Ракообразные — Crustacea
- Комплекс водных ракообразных, обитающих в поймах

- - Пристицефал Жадина — Pristicephalus shadini (S. Smirnov) 2
  - Пристицефал Жозефины — Pristicephalus josephinae (Grube) 2
  - Щитень весенний — Lepidurus apus (L.) 2

- Комплекс реликтовых ракообразных, обитающих в крупных озёрах
  - Битотреф длиннорукий — Bythotrephes longimanus Leydig 1
  - Голопедий горбатый — Holopedium gibberum Zaddach 1
  - Дафния хохлатая — Daphnia cristata Sars 1
  - Гетерокопа маленькая — Heterocope appendiculata Sars 1

#### Отряд Голые жаброноги — Anostraca
- Семейство Хироцефалиды — Chirocephalidae
  - Дрепанозур двуклювый — Drepanosurus birostratus (S. Fischer) 3
  - Дрепанозур Владимира — Drepanosurus vladimiri Vekhoff et Vekhova 3
  - Хироцефал устрашающий — Chirocephalus horribilis S. Smirnov 3

#### Отряд Щитни — Notostraca
- Семейство Триопсиды — Triopsidae
  - Щитень летний — Triops cancriformis (Bosc) 2

#### Отряд Бокоплавы — Amphipoda
- Семейство Гаммариды — Gammaridae
  - Синурелла мещёрская — Synurella meschtscherica (Borutzky) 0

### Класс Паукообразные — Arachnida

#### Отряд Пауки — Aranei
- Семейство Пауки-волки — Lycosidae
  - Тарантул южнорусский — Lycosa singoriensis (Laxm.) 3

### Класс Двупарноногие многоножки — Diplopoda

#### Отряд Многосвязы — Polydesmida
- Семейство Настоящие многосвязы — Polydesmidae
  - Схизотураниус Дмитриева — Schizoturanius dmitriewi (Timotheew) 3